# 鰐塚山地
鰐塚山地（わにつかさんち）は、九州南東部の太平洋沿岸において直径約40キロメートルの範囲に広がる山地である。南那珂山地（みなみなかさんち）、あるいは日南山地（にちなんさんち）とも呼ばれる。北東部海岸沿いの清武川と広渡川に挟まれた山塊は特に鵜戸山地（うとさんち）と呼ばれる。

## 地理
鰐塚山地の北側には宮崎平野、西側には都城盆地、南西側には肝属平野が広がり、東側は日向灘（太平洋）に面している。宮崎県宮崎市、日南市、串間市、三股町、都城市、鹿児島県志布志市、曽於市にまたがる。
飫肥杉の産地でありスギの植林が進んでいるが、山頂付近にはアカガシやミヤマシキミの天然林も残されている。野生ワサビやヤマハンノキの日本における南限となっている。

### 山岳
- 鰐塚山（標高1118.1メートル、最高峰）
- 小松山（標高988.8メートル）
- 柳岳（標高952.3メートル）
- 牛の峠（標高918メートル）
- 男鈴山（標高783.4メートル）
- 鵜戸山地
  - 岩壺山（標高737.6メートル）
  - 双石山（標高509メートル）

## 地質
鰐塚山地の地層は複雑に褶曲しており同定が困難な場所も多いがおおむね西部および南部は四万十層群、北東部の鵜戸山地は宮崎層群と呼ばれる地層から成っている。これらの地層が第三紀に隆起して山地となった。鵜戸山地は西側の隆起が大きかったため地層が傾いており、特に東側斜面において地層面に沿った地すべりが起きやすくなっている。